# 大羅斗圈站
大羅斗圈站（音素換寫：S̄t̄hānī wngweīyn h̄ıỵ̀，皇家轉寫：Sathani Wongwian Yai，發音：[sā.tʰǎː.nīː wōŋ.wīa̯n jàj]）位於泰國首都曼谷的空訕縣的軍吞武里路（Krung Thonburi Road）上，為曼谷BTS是隆線的一個車站，車站編號為S8。此站位於舊城區。

## 車站構造
大羅斗圈站为地上高架三层车站，站厅位于架空二层，站台位于架空三层，为双侧式站台。
| U3 | 侧式站台左侧车门将会打开 | 侧式站台左侧车门将会打开       |
| U3 | 4站台                    | 是隆線往國家運動場             |
| U3 | 3站台                    | 是隆線往曼瓦                   |
| U3 | 侧式站台左侧车门将会打开 |                                |
| U2 | 站厅                     | 售票处、自助售票机、商店、出口 |
| G  | 地面                     | 吞武里路、公交站               |

## 鄰近地點
- 泰國國家鐵路，美功線大羅斗圈站（英语：Wongwian Yai railway station）
- 鄭皇銅像
- 大羅斗圈噠叻

## 外部連結
- 曼谷集體運輸系統（架空電車）的官方網站